# Renault Laguna
Renault Laguna — среднеразмерный автомобиль французского автопроизводителя Renault. Первое поколение появилось в 1994 году, в 2001 ему на смену пришло второе поколение. Третье поколение поступило в продажу в октябре 2007 года.

## Хронология
- Январь 1994 — Начало массового производства Laguna в кузове хетчбэк.
- Октябрь 1994 — в гамме двигателей появляется безнаддувный дизель с объёмом 2.2 литра.
- 1995 — Появление версии универсал, появляется новый бензиновый 2.0-литровый, 16-клапанный двигатель от Volvo.
- 1996 — добавился 2.2 литровый турбодизель.
- 1997 — обновлен 3.0-литровый двигатель V6.
- 1998 — первое косметическое обновление модели. Новые 16-клапанные двигатели. Новая автоматическая коробка передач, разработанная совместно с PSA Peugeot Citroën.
- 1999 — новые дизельные двигатели dTi и dCi.
- 2000 — появление Laguna II. Новая гамма двигателей.
- 2005 — косметическое обновление Laguna II.
- Июнь 2007 — официально представлена Laguna III.
- 2016 — Laguna снят с производства.

## Первое поколение

### Ранний этап (1994—1998)
Разработка принципиально нового автомобиля началась в 1987 году. С 1988 года конструкторские работы проводились под руководством Патрика ле Кемана, окончательное утверждение проекта состоялось в марте 1989 года, а к началу 1990 года работы над дизайном были заморожены. Дорожные испытания начались в 1991 году и продолжались с 1992 по 1993 год. Линии кузовных панелей нового автомобиля схожи с моделью Safrane, но отличаются ещё большей плавностью, отчасти благодаря его меньшим размерам и более продуманному стилю.
Первый показ нового Renault Laguna состоялся в ноябре 1993 года. В январе 1994 года началось серийное производство Renault Laguna, заменившего устаревший на то время хетчбэк Renault 21.
На Франкфуртском автосалоне в сентябре 1995 года была представлена версия в кузове универсал. В некоторых странах универсал продавался под названием «Grandtour», заменив тем самым Savanna/Nevada.

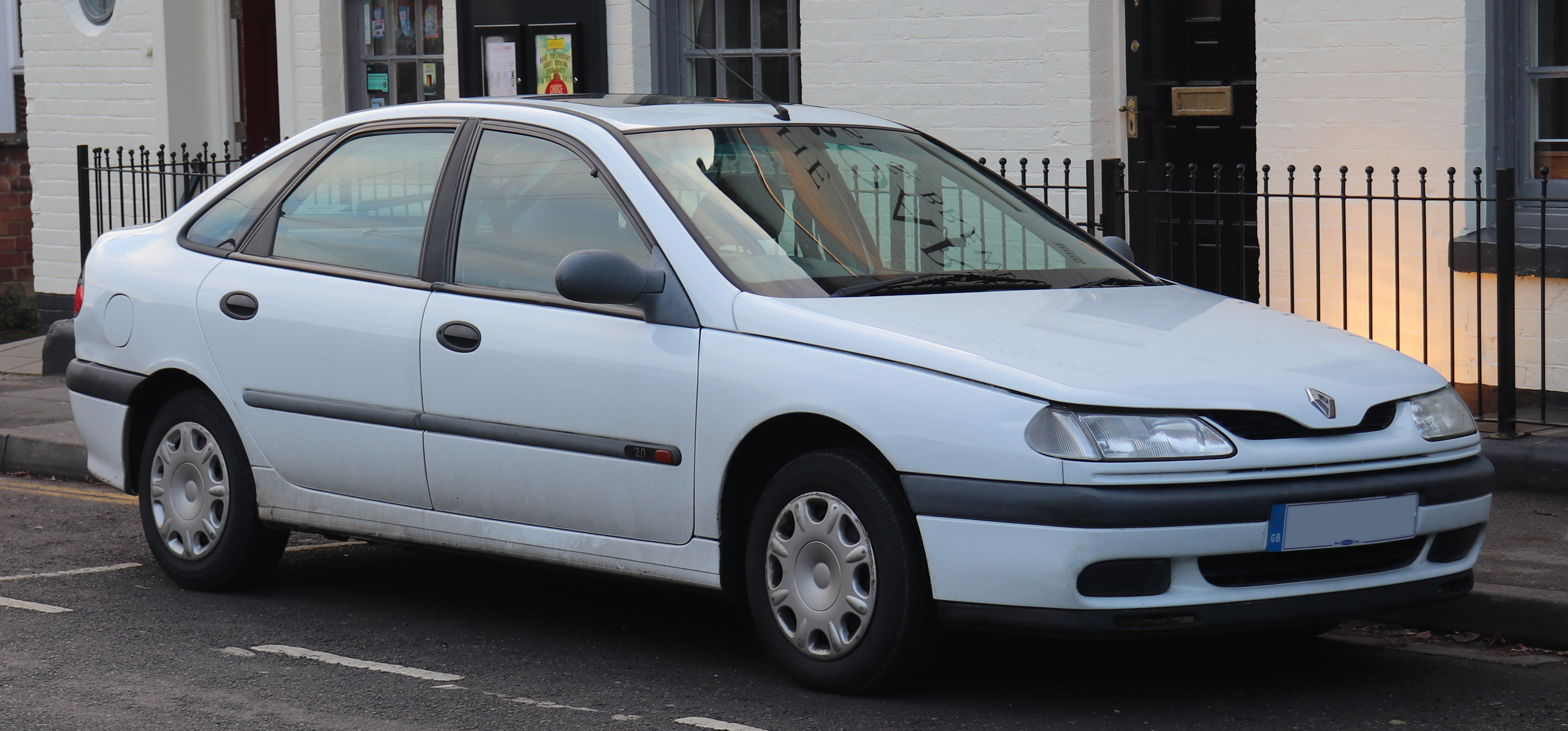
Renault Laguna (1994-1997)
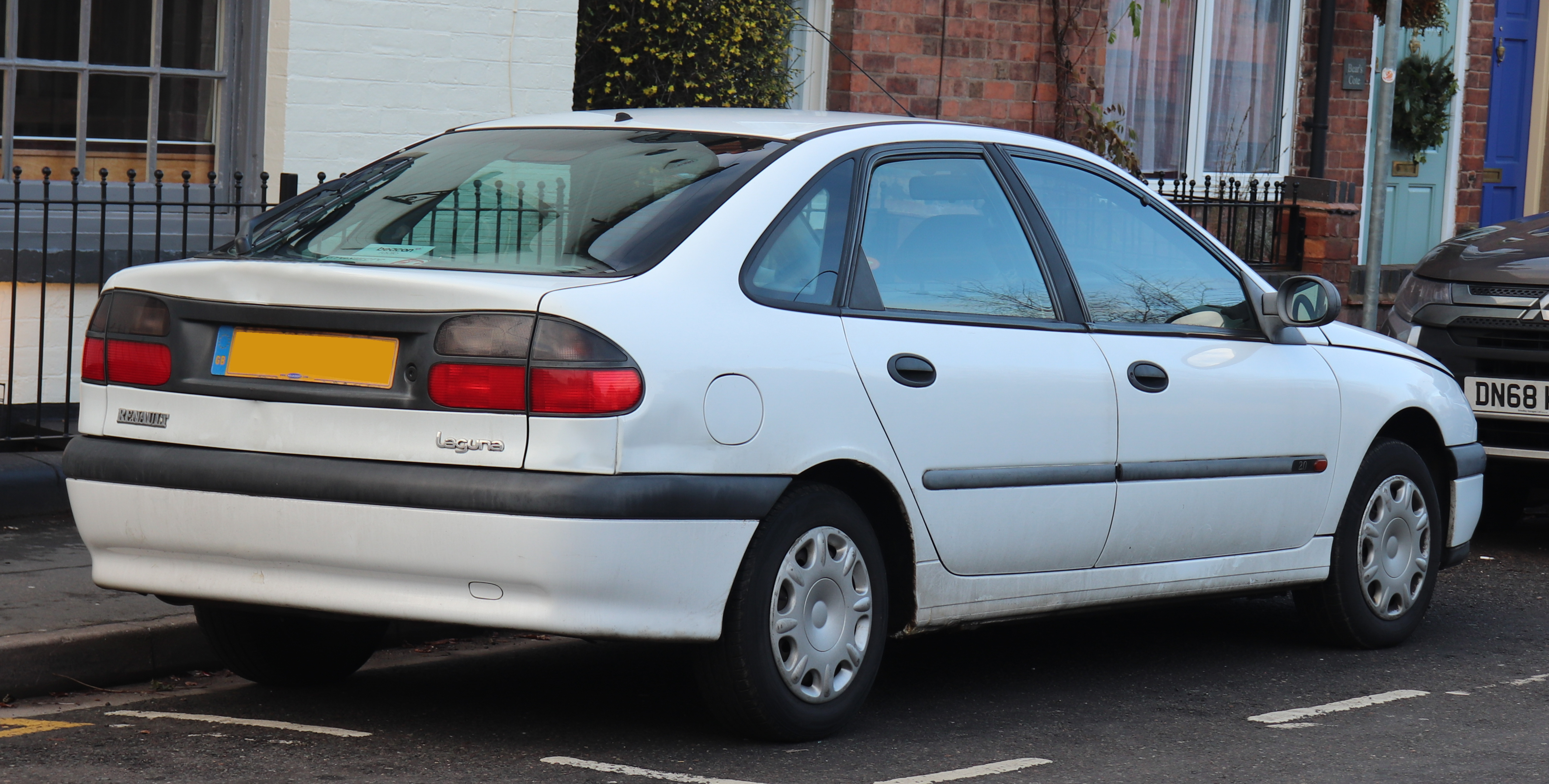
Вид сзади
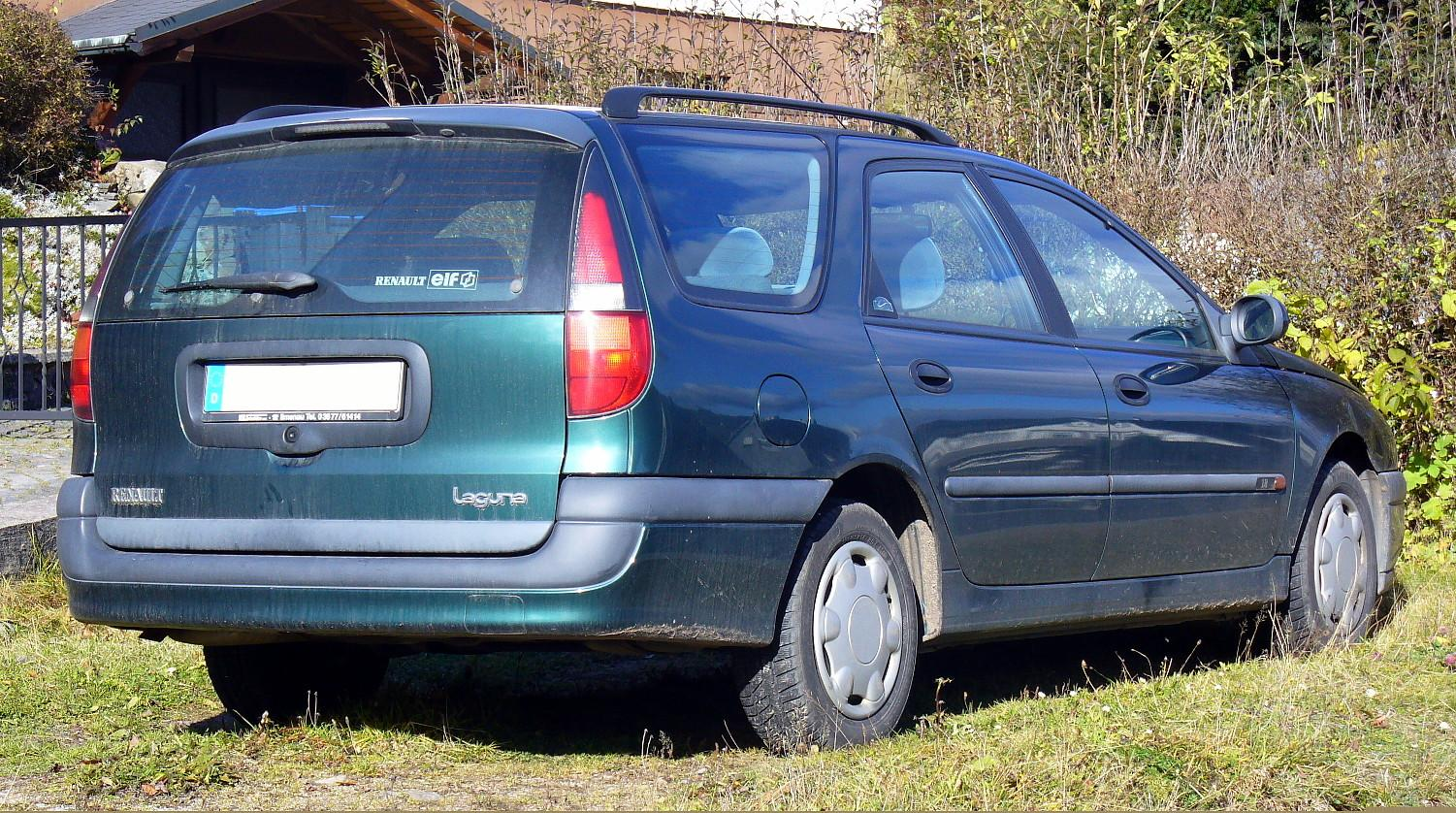
Универсал Renault Laguna Grandtour
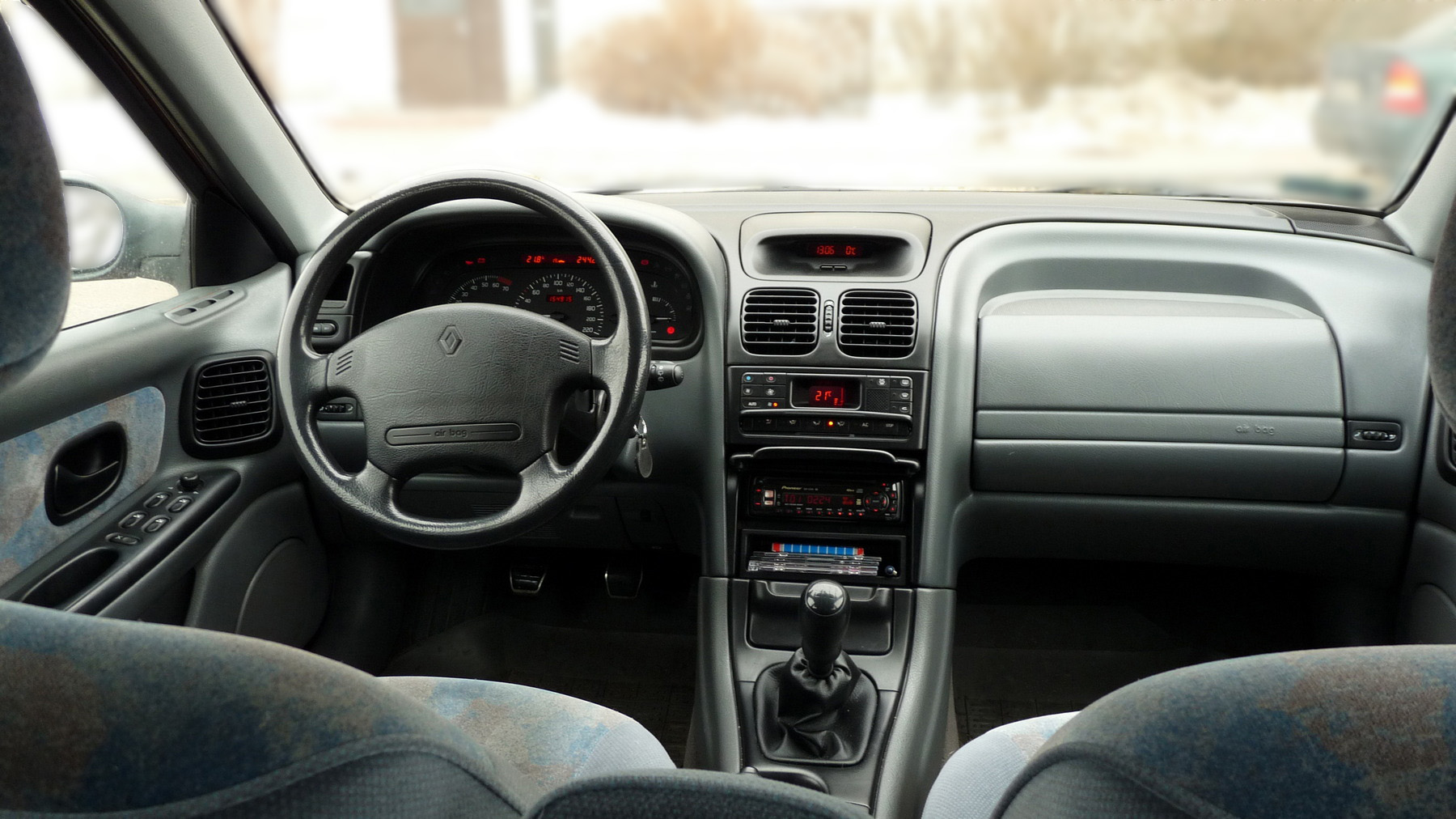
Салон

На Renault Laguna изначально устанавливались бензиновые 8-клапанные двигатели 1,8 л. (90 л. с.) и 2,0 л. (112 л. с.), а также V6 объёмом 3,0 л. (170 л. с.). На некоторые автомобили ставили дизельный двигатель 2,2 л. Однако 8-клапанные двигатели оказались достаточно маломощными, из-за чего Laguna сильно уступала в динамике предшествующей модели.
Laguna с самого начала отличалась от одноклассников хорошей плавностью хода и повышенным комфортом. На передней оси у Laguna были классические стойки типа Макферсон, а на задней — торсионная балка. Но довольно часто спереди изнашивались сайлент-блоки рычагов и шаровые опоры.
С появлением модели Laguna на заводах концерна Renault развернулась программа повышения качества производимых автомобилей. Несмотря на улучшение качества, Laguna ранних выпусков были подвержены коррозии.
Существовала эксклюзивная версия Laguna, которая называлась «Baccara» — такие машины имеют всё современные для того времени техническое оснащение, кожаный салон с деревянными вставками, бортовой компьютер с голосовым оповещением, не устанавливавшийся до этого на другие модификации Laguna, и др.
В 1996 году была выпущена ограниченная версия Renault Laguna 500 1.8RT Sport, по 100 штук в каждом из пяти цветов. Эти ограниченные серии были быстро распроданы через официальных дилеров Renault, где Laguna 500 1.8RT продавалась в стандартной линейке по более низкой цене. Тем не менее в стандартную комплектацию у таких ограниченных версий были добавлены ABS, кондиционер, мультимедийная система с CD-проигрывателем.

### Рестайлинг (1998—2001)
В апреле 1998 года Laguna была слегка обновлена. Рестайлинг заключался в новом дизайне фар, фонарей и небольших изменениях в дизайне задней части универсала. Самым заметным изменением были новые противотуманные фары круглой формы (как на Megane, Scenic и Twingo). Также после рестайлинга на заводе был внедрён метод оцинковки кузовов, что повысило стойкость автомобиля к коррозии.

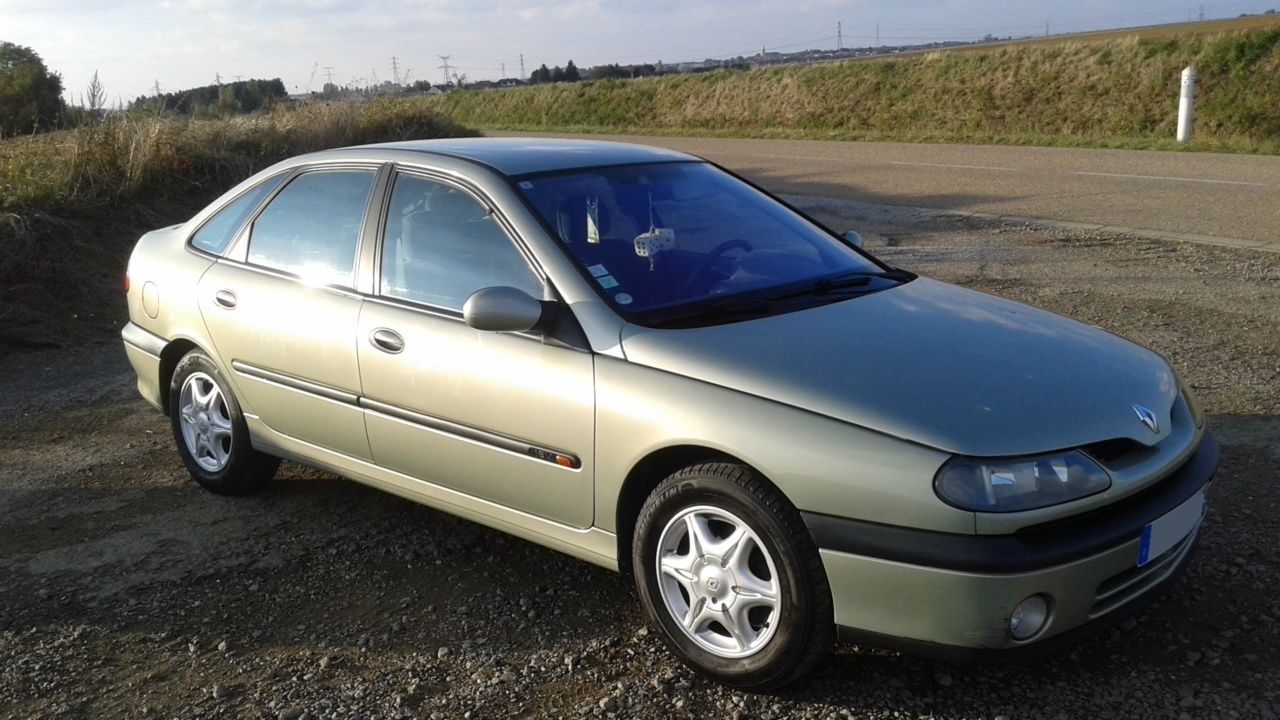
Renault Laguna после рестайлинга (1998-2001)
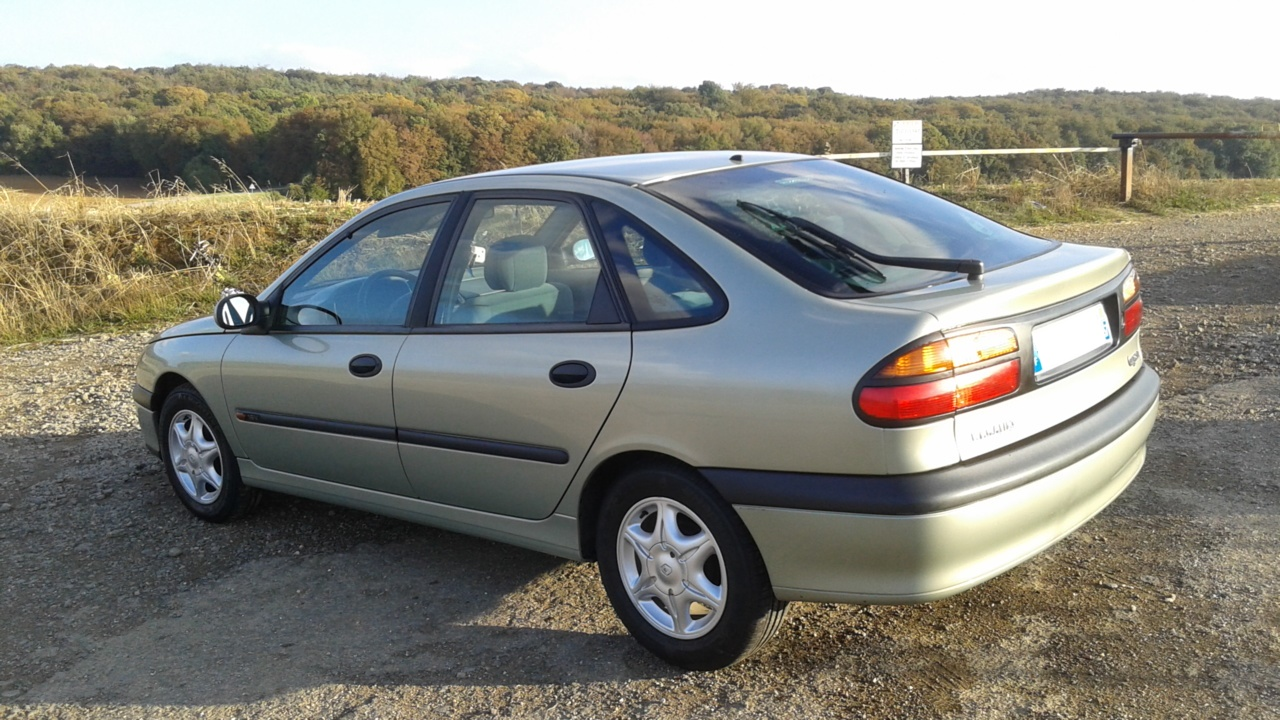
Вид сзади

Расширилась линейка двигателей, появились:
- 1.6 л. 16-кл.
- 1.8 л. 16-кл.
- 1.9 л. dTi (турбодизель с прямым впрыском топлива) — вместо старого 2.2D
- 1.9 л. dCi (турбодизель с системой «common-rail injection»)
- 2.2 dTi (турбодизель с прямым впрыском топлива) — вместо старого 2.2TD

Возрос уровень пассивной безопасности, в частности, за счёт применения боковых подушек безопасности (так называемых «шторок») и внедрения фирменной системы SRP (программируемая удерживающая система с ограничителем усилия на передних ремнях безопасности). Хотя уже к апрелю 1997 года последние дорестайлинговые Laguna претерпели некоторые улучшения в пассивной безопасности (в частности, была пересмотрена конструкция нижней части торпеды, чтобы избежать травмирования ног).
В 2000 году появилась последняя модификация первого поколения — «Concorde». В ней было много всевозможных опций, включая салон из смешанной кожи. Отличительной особенностью версии «Concorde» был голосовой бортовой компьютер, уведомлявший водителя о незакрытых дверях, оставленных включенными фарах, погодных условиях («Пожалуйста, тормозите осторожнее, мокрая дорога») или других неисправностях в электронике или механике.
Последняя Laguna I сошла с конвейера в феврале 2001 года и окончательно уступила место следующему поколению. Всего выпущено 2,350,800 автомобилей первого поколения.

### Двигатели
| Объём            | Тип           | Мощность            | Макс. скорость | Динамика 0-100км/ч | Примечание |
| ---------------- | ------------- | ------------------- | -------------- | ------------------ | ---------- |
| 1.6 л. (1598 см) | 16-кл. I4     | 107 л. с. (79 кВт)  | 195 км/ч       | 11.5 с             | 98-01      |
| 1.8 л. (1783 см) | 8-кл. I4      | 90 л. с. (70 кВт)   | 180 км/ч       | 13.9 c             | 94-96      |
| 1.8 л. (1783 см) | 8-кл. I4      | 95 л. с. (70 кВт)   | 180 км/ч       | 14.0 c             | 96-98      |
| 1.8 л. (1783 см) | 8-кл. I4      | 95 л. с. (70 кВт)   | 180 км/ч       | 14.2 c             | 98-99      |
| 1.8 л. (1783 см) | 16-кл. I4     | 120 л. с. (88 кВт)  | 203 км/ч       | 10.7 c             | 98-01      |
| 2.0 л. (1998 см) | 8-кл. I4      | 112 л. с. (85 кВт)  | 200 км/ч       | 10.6 c             | 94-98      |
| 2.0 л. (1998 см) | 8-кл. I4      | 112 л. с. (85 кВт)  | 190 км/ч       | 11.6 c             | 98-01      |
| 2.0 л. (1948 см) | 16-кл. I4     | 140 л. с. (103 кВт) | 205 км/ч       | 9.8 c              | 95-98      |
| 3.0 л. (2963 см) | 12-кл. V6     | 170 л. с. (125 кВт) | 220 км/ч       | 8.6 c              | 94-96      |
| 3.0 л. (2963 см) | 12-кл. V6     | 170 л. с. (125 кВт) | 212 км/ч       | 9.2 c              | 94-97 auto |
| 3.0 л. (2946 см) | 24-кл. V6     | 207 л. с. (143 кВт) | 230 км/ч       | 8.7 c              | 97-98 auto |
| 3.0 л. (2946 см) | 24-кл. V6     | 207 л. с. (143 кВт) | 230 км/ч       | 8.9 c              | 98-01 auto |
| 3.0 л. (2946 см) | 24-кл. V6     | 207 л. с. (143 кВт) | 235 км/ч       | 7.7 c              | 99-01      |
| 1.9 л. (1870 см) | 8-кл. dTi I4  | 100 л. с. (73 кВт)  | 185 км/ч       | 12.5 c             | 98-01      |
| 1.9 л. (1870 см) | 8-кл. dCi I4  | 120 л. с. (89 кВт)  | 200 км/ч       | 11.8 c             | 99-01      |
| 2.2 л. (2188 см) | 12-кл. D I4   | 84 л. с. (62 кВт)   | 175 км/ч       | 15.5 c             | 95-98      |
| 2.2 л. (2188 см) | 12-кл. dTi I4 | 116 л. с. (85 кВт)  | 195 км/ч       | 11.8 c             | 95-98      |
| 2.2 л. (2188 см) | 12-кл. dT I4  | 115 л. с. (85 кВт)  | 195 км/ч       | 11.8 c             | 98-00      |

### Безопасность
В 1997 году Renault Laguna прошёл краш-тестов по методике EuroNCAP.
| Euro NCAP                                             | Euro NCAP | Euro NCAP   | Euro NCAP |
| ----------------------------------------------------- | --------- | ----------- | --------- |
| Рейтинги                                              | Пассажир  |             | 15        |
| Рейтинги                                              | Ребёнок   | не известно | 24        |
| Рейтинги                                              | Пешеход   |             | 20        |
| Протестированная модель: Renault Laguna (1997) (1997) |           |             |           |

### Цена
| Модель                 | Мощность, л. с. | Цена, DM |
| ---------------------- | --------------- | -------- |
| Laguna RN 1.8          | 90              | 29990    |
| Laguna RT 2.0          | 113             | 35950    |
| Laguna RXE 2.0         | 139             | 42350    |
| Laguna Concorde 3.0 V6 | 190             | 50350    |
| Laguna RN 2.2 D        | 83              | 33150    |
| Laguna RN 2.2 dt       | 113             | 39200    |

Доплата за кузов Break составляла 1000 DM для любой версии.

## Второе поколение
В конце 2000 года, после почти семилетнего производства Laguna I, появилось новое, второе поколение — Laguna II, созданное на общей базе с Nissan Primera (которая появилась на год позже). Стиль Laguna II был сильно навеян концепт-каром Initiale. На всех Laguna II были оцинкованные кузова, пластиковые передние крылья, а капот и пятая дверь были сделаны из алюминия.
Renault Laguna II имел высокий уровень пассивной безопасности, он является первым автомобилем, получившим все пять звёзд в краш-тесте Euro NCAP. Кроме того, система ESP входило в стандартное оснащение всех моделей, чего не было у многих конкурентов.

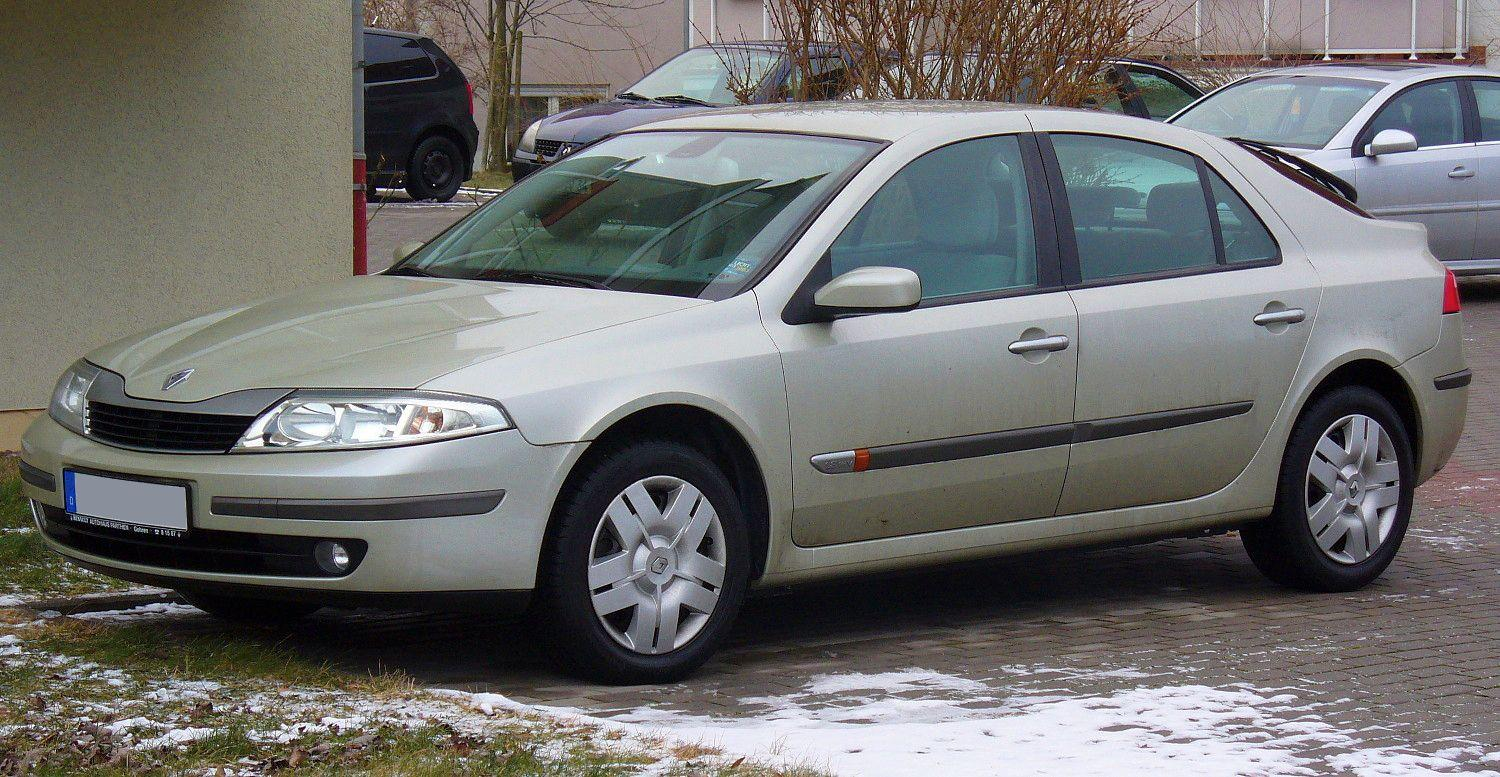
Renault Laguna хетчбэк (2000-2005)
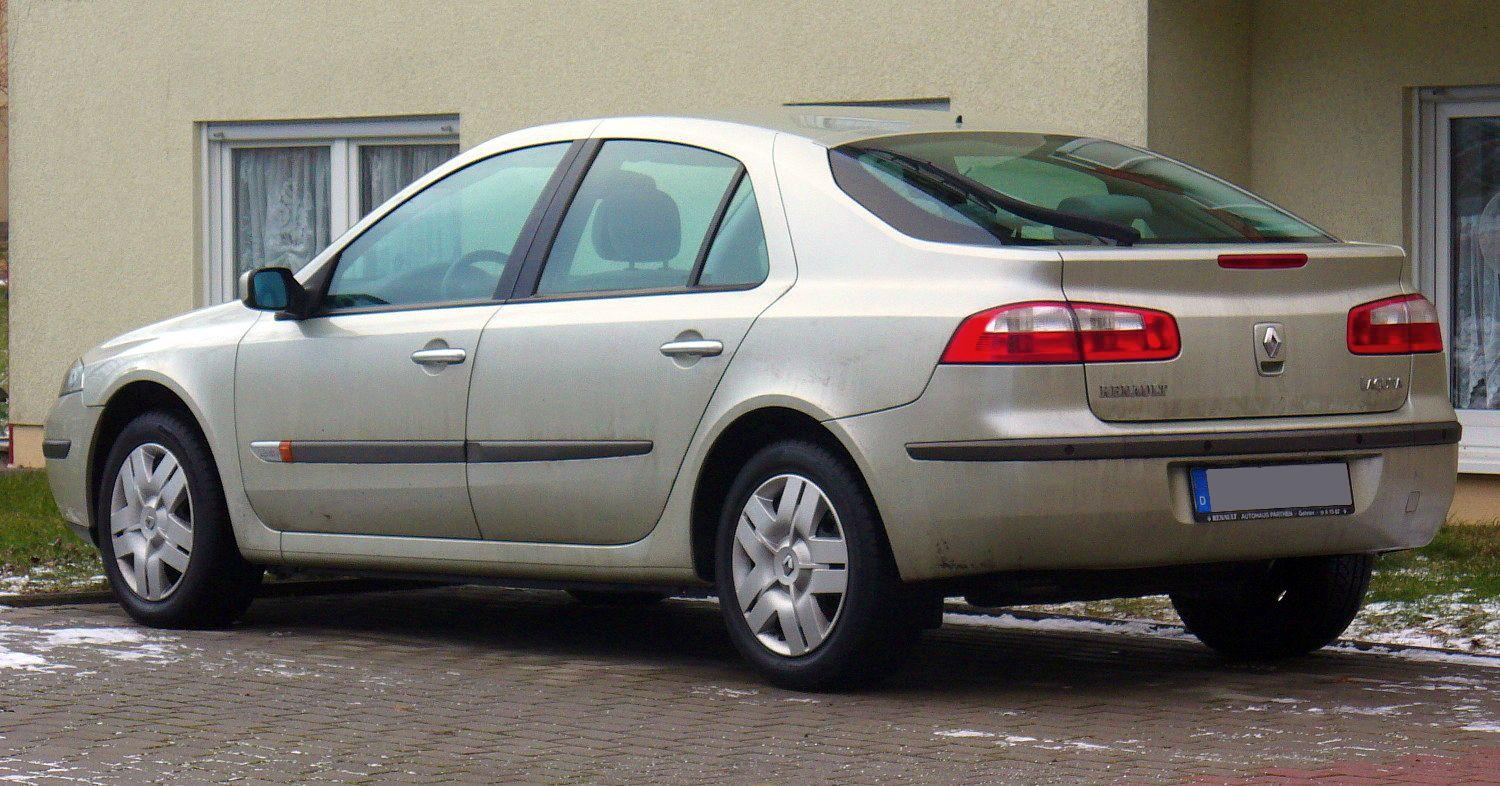
Вид сзади
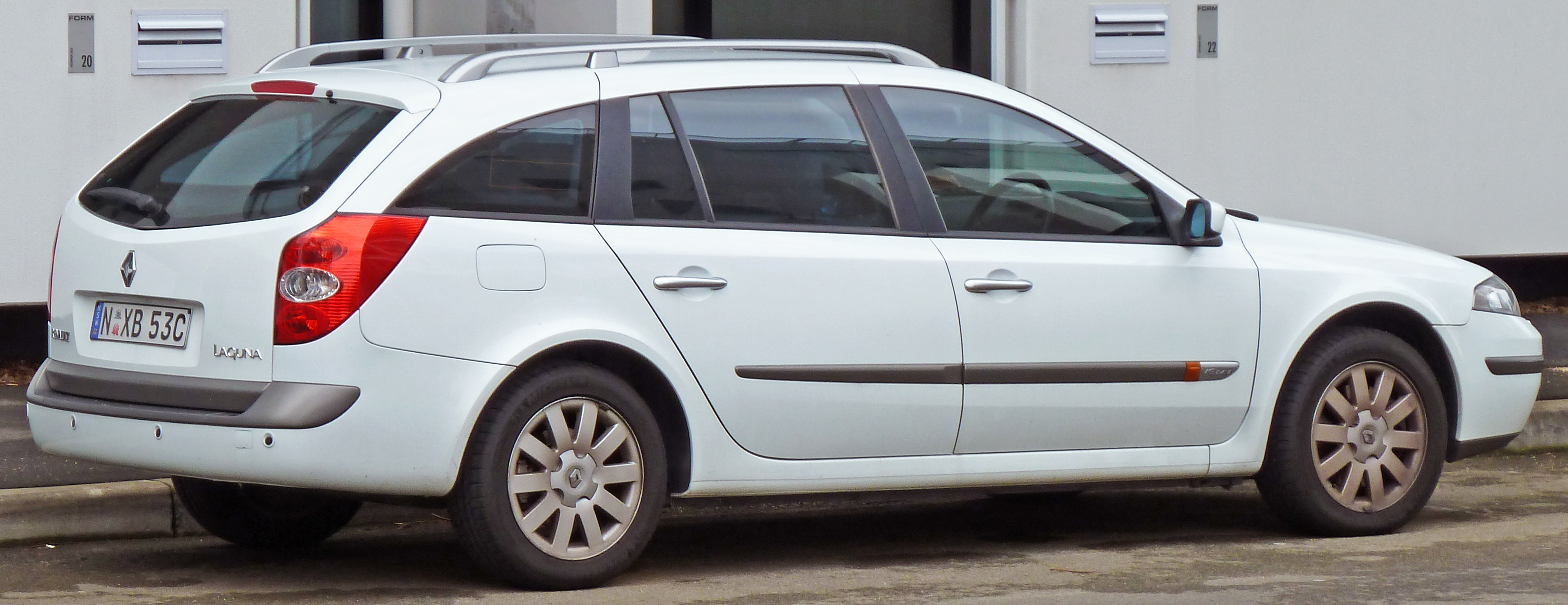
Универсал Laguna II GrandTour (2001-2005)
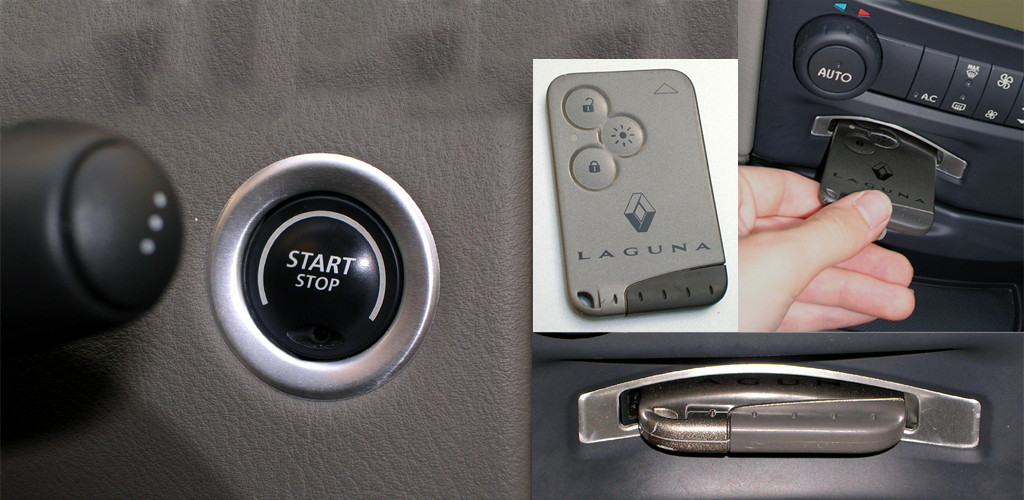
Система зажигания «без ключа»

Другим необычным решением был бесключевой доступ в автомобиль. Laguna II был первым европейским семейным автомобилем с бесключевым доступом и зажиганием, разработанным компанией «Valeo». Вместо ключа зажигания использовалась ключ-карта (размером с банковскую карту), вставлявшаяся в специальный слот. После этого для запуска двигателя нужно было нажать на кнопку «старт-стоп». Несмотря на такую инновацию, первоначальная ненадежность этой бесключевой системы нанесла удар по репутации Laguna II и в целом по компании Renault.
Универсал во втором поколении был доступен только в пятиместной версии, несмотря на то, что предыдущее поколение в некоторых комплектациях имело семь мест. В зависимости от страны универсал назывался SportsTourer или Grandtour. При сложенных спинках задних сидений объём багажника составляет 1500 л.
Новая линейка двигателей для Laguna II состояла из следующих бензиновых моделей: К4М — 1,6 л., F4P — 1,8 л., F4R — 2.0 л., F4RT — 2.0 л. с турбонадувом, F5R — 2.0IDE с непосредственным впрыском топлива, L7X — 3.0 л.,
и следующих дизельных моделей: F9Q — 1,9 л., G9T — 2,2 л.
Особенностью новой линейки бензиновых двигателей было то, что все они были с фазированных впрыском топлива, кроме К4М — 1,6.

### Комплектации
Модель Laguna II имела множество комплектаций с большим набором опций, что позволило автомобилю занять лидирующие позиции по продажам в Европе среди машин D-класса. Основными комплектациями Laguna II были:
- Autentic — начальная комплектация, имевшая в базе ABS с системой распределения тормозных усилий по осям, ESP, четыре подушки безопасности, электронные стеклоподъёмники спереди и зеркала с подогревом, кондиционер и бортовой компьютер
- Dynamic добавляла противотуманные фары, литые диски, электронные стеклоподъёмники сзади, спортивные передние сиденья и кожаную обивку салона и мультимедийную систему Cabasse с 8 динамиками
- Privilege подразумевала вставки «под дерево» в салоне и климат-контроль вместо кондиционера, а также восемь подушек безопасности
- Initiale подразумевала задний парктроник, омыватели фар и круиз-контроль, а также навигационная система GPS, люк с электроприводом, ксеноновые фары, зеркала заднего вида с памятью, сиденья с электроприводом и подогревом.

### Рестайлинг (2005—2007)
В 2005 году Laguna II претерпел рестайлинг, в результате которого в соответствии с новым корпоративным стилем Renault преобразилась передняя часть кузова (изменены решётка радиатора, передняя и задняя оптика, передние крылья, капот и бампер). Сзади были установлены новые круглые белые поворотники и крупная надпись «Laguna» на крышке багажника. В салоне появилось новое рулевое колесо, центральная консоль и дверные карты. Рестайлинг был направлен на унификацию Laguna II с новым Megane.

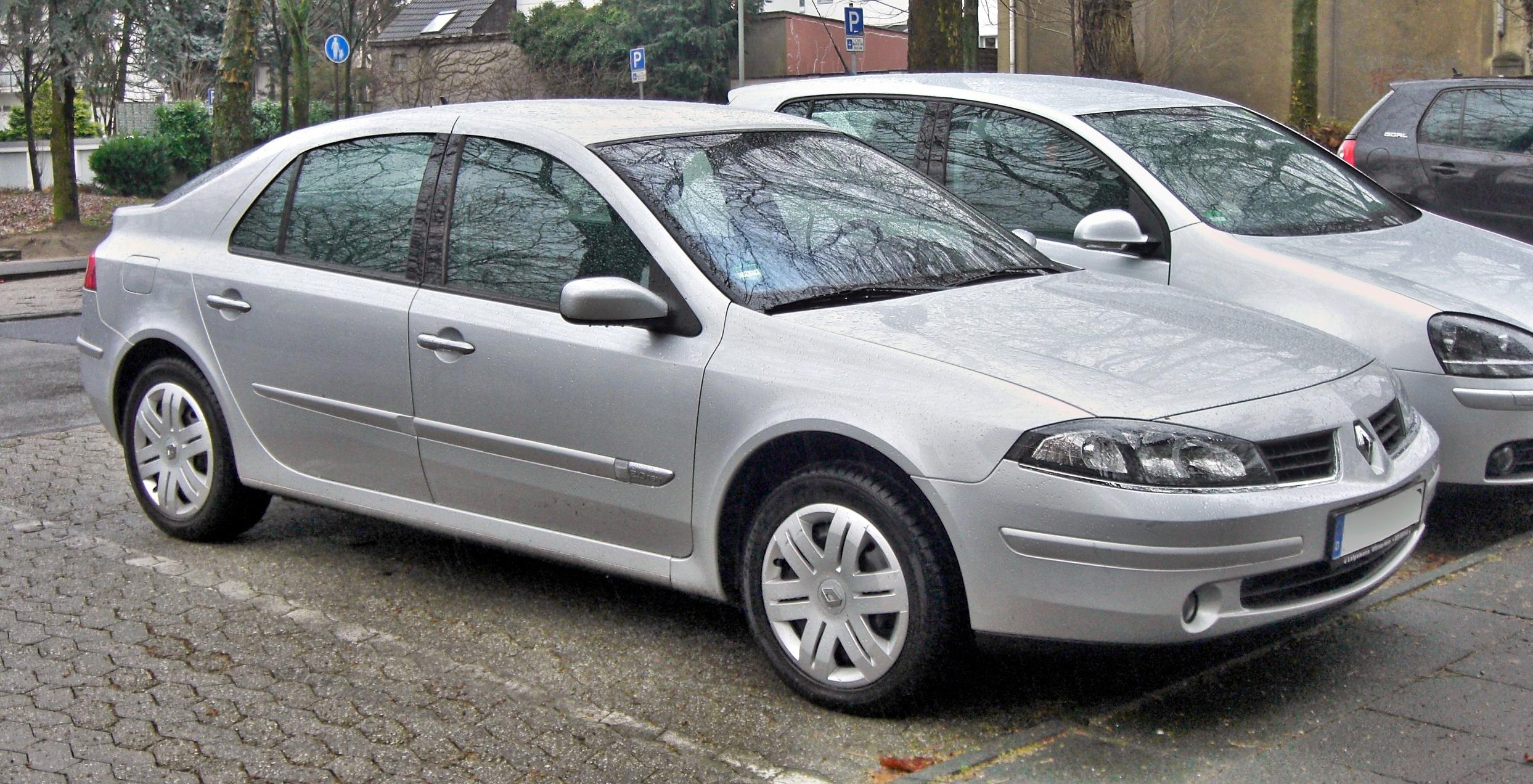
Renault Laguna II хетчбэк (2005-2007)
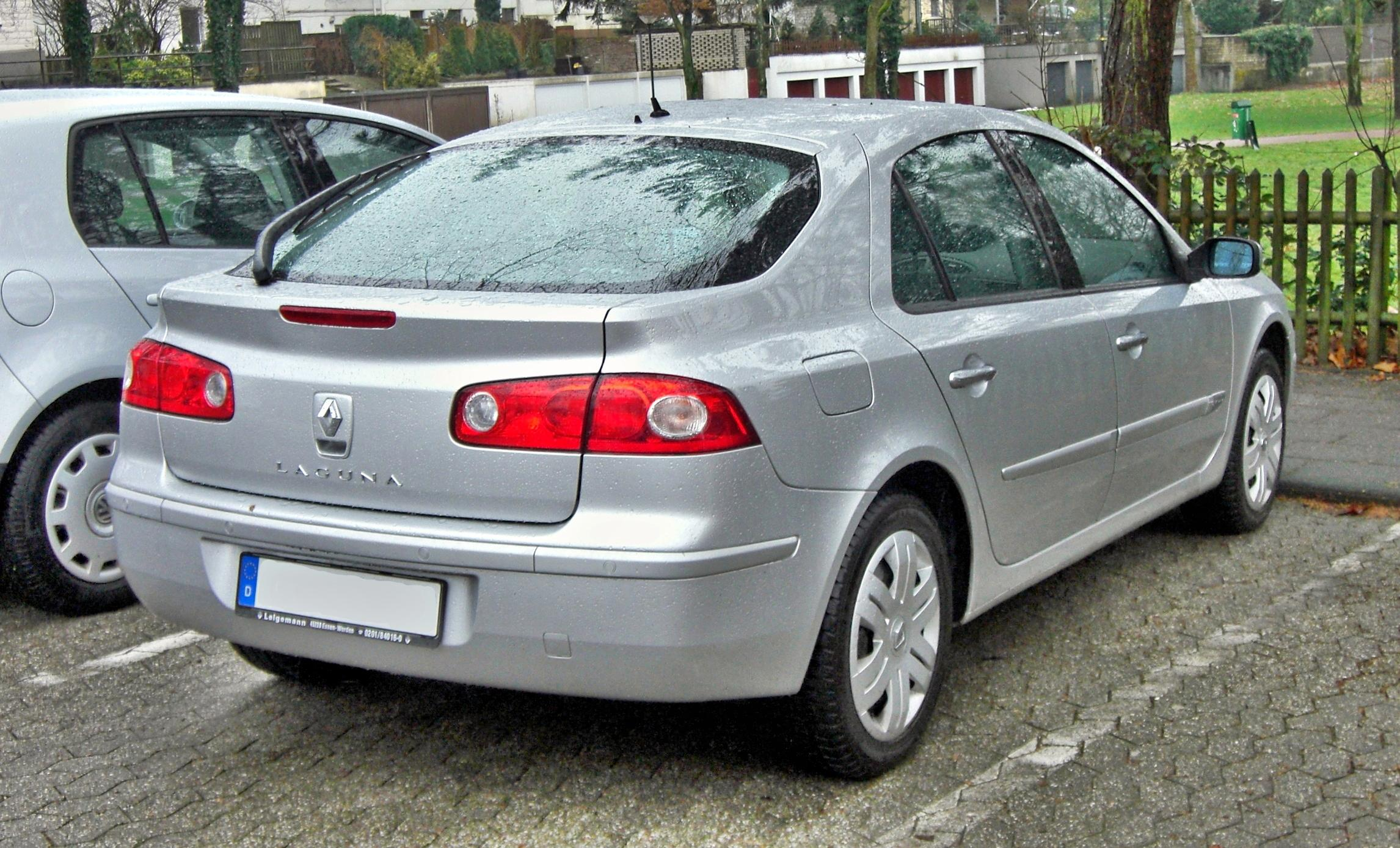
Вид сзади
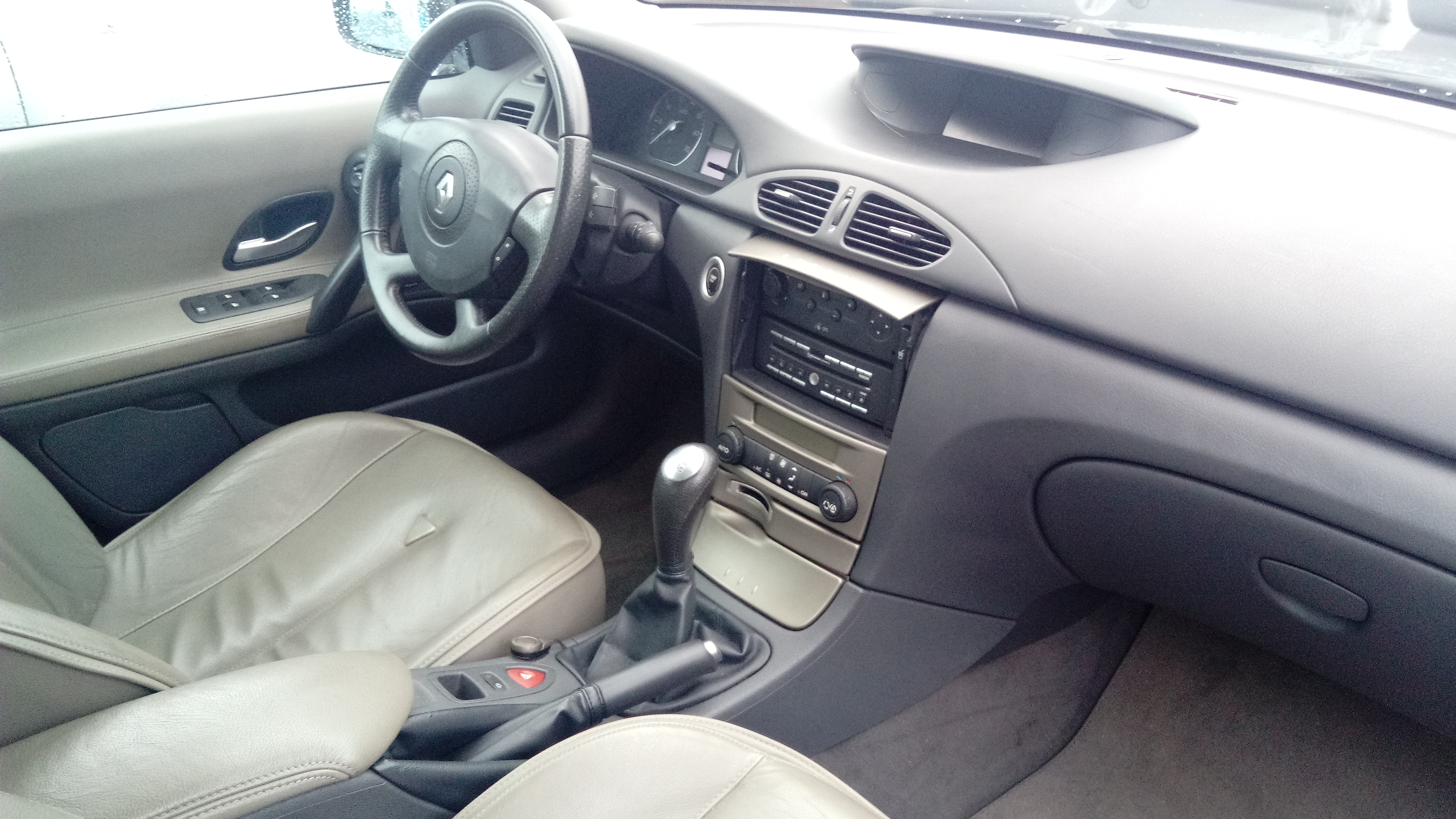
Салон после рестайлинга

В линейке двигателей так же произошли изменения: из серии бензиновых двигателей исчез F4P — 1,8 л., F5R — 2.0IDE и L7X — 3.0 л., а К4М — 1,6 л. оснастили фазорегулятором, таким образом немного повысим его мощность и экономичность.
В серии дизельных двигателей появился совершенно новый двигатель — M9R — 2.0 л. постепенно сменивший F9Q — 1,9 л.
Всего выпущено 2,180,750 автомобилей второго поколения.

## Третье поколение
Официально третье поколение Renault Laguna было представлено в пресс-релизе 4 июня 2007 года. Автомобиль Laguna III был впервые показан публике на Франкфуртском автосалоне в сентябре, а в продажу поступил уже в октябре 2007 года. В отличие от предыдущих поколений, универсал появился одновременно с хетчбэком. Laguna III являлась глубокой модернизацией Laguna II, всё также базируясь на платформе Nissan D, применённую также на Nissan Altima. Laguna III был первым автомобилем, прошедшим во время разработки проверку на электромагнитную совместимость в Техническом центре ЭМС в Обвуа.
В версии GT на Laguna III применялась система доворота колёс «4Control». Эта система при помощи электронного управления приводом регулировала угол наклона задних колёс, что улучшало манёвренность и управляемость на разных скоростях.
Все двигатели работали в паре с шестиступенчатыми коробками передач. От предыдущего поколения остались фирменные бензиновые бензиновые двигатели 1,6 л. и 2,0 Turbo производства Renault, а также двухлитровый двигатель, разработанный совместно с Nissan. Линейка дизельных двигателей состояла из всевозможных модификаций нового двигателя 2,0 dCi.
В исполнении универсал, при сложенных спинках задних сидений, объём багажного отсека увеличится с 508 до 1593 л. 7 февраля 2008 года, на 23-м Международном Автомобильном Фестивале в Париже, универсал Renault Laguna III получила два высших приза в 2-х из 11-ти номинаций, таких как «Самый красивый автомобиль 2007 года» в своём классе, а также получил Гран-при в номинации «Самый красивый интерьер» 2007 года.
Внешний вид автомобиля, а также ряд недостатков, доставшихся от предыдущего поколения (проблемы с электроникой, частые неисправности с топливной аппаратурой «Delpi» на дизельных версиях, люфт рулевой рейки и т. д.), вероятно, явились одним из основных факторов низкого спроса на автомобиль.

### Рестайлинг
Обновленная версия Laguna III дебютировала на Парижском автосалоне 2010 года, а продажи начались в ноябре 2010 года.
У рестайлинговой модели появилась более «агрессивная» передняя часть по сравнению со дорестайлинговым Laguna III. Модельный ряд был увеличен до шести комплектаций: Expression, Black Edition, Eco Business, Bose, GT 4Control и Initiale. При этом техническая часть осталась прежней, лишь у дизельного двигателя 1.5 dCi мощностью 110 л. с. уменьшили выброс углекислого газа со 130 до 120 г/км.

### Laguna Coupe
На Франкфуртском автосалоне 2007 года, где были представлены хетчбэк и универсал Laguna III, также было представлено концептуальное купе Laguna. С этим автомобилем компания Renault рассчитывала вернуться в сегмент рынка купе, из которого компания ушла с момента прекращения производства Renault Fuego.
Показ широкой публике серийного Laguna Coupe состоялся 24 и 25 мая 2008 года на Каннском кинофестивале-2008.
Laguna Coupe имела весьма обтекаемый дизайн задней части кузова: багажник, переходящий в антикрыло и тонкие задние фонари. На переднем бампере установлены широкие воздухозаборники.
Запуск в серийное производство Laguna Coupe совпал с появлением нового турбодизельного двигателя V6 3,0 л. с общей топливной магистралью, способного развивать 235 л. с. Другим бензиновым двигателем V6, первоначально устанавливаемым в купе, был Nissan V6 (схожий двигатель устанавливался на спортивный 350Z) объёмом 3,5 л. и мощностью 240 л. с. Но были доступны и менее производительные двигатели, такие как бензиновый турбомотор 2,0 л. 205 л. с. и 2-литровый, а также дизель мощностью 180 л. с.
В некоторых странах Laguna Coupe был доступен с 1,7-литровым и 2-литровым бензиновыми двигателями. Платформа Laguna Coupe была в первую очередь платформой Laguna GT, которая, таким образом, могла использовать преимущества системы 4Control с четырьмя управляемыми колесами.
Но купе Laguna не получило широкого распространения: оно имело очень низкие продажи, даже меньше, чем остальные версии Laguna III. Чтобы хоть как-то привлечь покупателя, в 2010 году была представлена 2-литровая дизельная версия с пониженной мощностью до 150 л. с., к тому времени все бензиновые двигатели исчезли из дилерских каталогов. Однако никакие меры не могли поднять продажи, поэтому в 2015 году купе было снято с производства.